# (47144) Faulkes
(47144) Faulkes est un astéroïde de la ceinture principale.

## Description
(47144) Faulkes est un astéroïde de la ceinture principale. Il fut découvert le 7 août 1999 à l'Observatoire Kleť par Jana Tichá et Miloš Tichý. Il présente une orbite caractérisée par un demi-grand axe de 2,23 UA, une excentricité de 0,12 et une inclinaison de 6,3° par rapport à l'écliptique.